# HMS Repulse (1916)
HMS Repulse là một tàu chiến-tuần dương thuộc lớp Renown của Hải quân Hoàng gia Anh Quốc, vốn bao gồm cả chiếc Renown. Nó đã phục vụ trong cả cuộc Chiến tranh Thế giới thứ nhất lẫn thứ hai, và đã bị máy bay Nhật Bản đánh chìm cùng với thiết giáp hạm Prince of Wales ngoài khơi bờ biển Malaya vào ngày 10 tháng 12 năm 1941, lúc vừa mới bắt đầu Chiến tranh Thái Bình Dương.

## Thiết kế và chế tạo
Cả hai chiếc trong lớp Renown ban đầu được chế tạo như những thiết giáp hạm thuộc lớp Revenge cùng với một chiếc thứ ba sẽ được đặt tên là Resistance, nhưng việc đặt hàng bị tạm ngưng sau khi Chiến tranh Thế giới thứ nhất nổ ra. Vài tháng sau, Thứ trưởng thứ nhất Hải quân Anh Đô đốc Jackie Fisher sử dụng ảnh hưởng cá nhân của ông để tái khởi động việc chế tạo Renown và Repulse theo một thiết kế mới như những tàu chiến-tuần dương với trọng lượng rẽ nước 26.500 tấn.
Repulse được đặt lườn bởi hãng John Brown & Company tại Clydebank, Scotland vào ngày 25 tháng 1 năm 1915, được hạ thủy vào ngày 8 tháng 1 năm 1916 và được đưa ra hoạt động vào ngày 18 tháng 8 cùng năm.

## Lịch sử hoạt động

### Chiến tranh Thế giới thứ nhất
Repulse được hạ thủy vào năm 1916, quá trễ để có thể tham gia trận Jutland, nhưng cũng quá sớm để có thể áp dụng những bài học của trận chiến này. Vẫn còn kịp tham gia Chiến tranh Thế giới thứ nhất, vào tháng 9 năm 1916 nó gia nhập Hạm đội Grand như là soái hạm của Hải đội Tàu chiến-tuần dương 1.
Repulse tham gia tác chiến lần đầu tiên vào ngày 17 tháng 11 năm 1917 trong trận Heligoland Bight thứ hai. Dưới quyền chỉ huy của Đại tá Hải quân William "Ginger" Boyle, nó đã giao chiến ngắn cùng với hai thiết giáp hạm của Hải quân Đế quốc Đức SMS Kaiser và SMS Kaiserin trước khi chúng rút lui. Tháng sau, Repulse bị hư hại do va chạm với tàu chiến-tuần dương HMAS Australia.

### Giai đoạn giữa hai cuộc thế chiến
Bị cho là một con tàu phải thường xuyên đại tu và bảo trì, nó bị đặt tái tên lóng không tâng bốc là "HMS Repair" (sửa chữa). Chiếc tàu chị em với nó, HMS Renown, cũng bị đặt cái tên lóng tương tự "HMS Refit" (tái trang bị). Đợt tái cấu trúc đầu tiên của Repulse diễn ra trong những năm 1918- 1920, chủ yếu là thay thế đai giáp 152 mm (6 inch) bằng loại 228 mm (9 inch) và bổ sung một lớp giáp 152 mm (6 inch) bên trên ở khu vực mà trước đây không được bọc giáp. Cùng với đai giáp chống ngư lôi được cải tiến, điều này đã cộng thêm 4.300 tấn vào trọng lượng vỏ giáp của nó. Các ống phóng ngư lôi được dời chỗ từ ngầm bên dưới mặt nước sang những bệ trên sàn tàu.

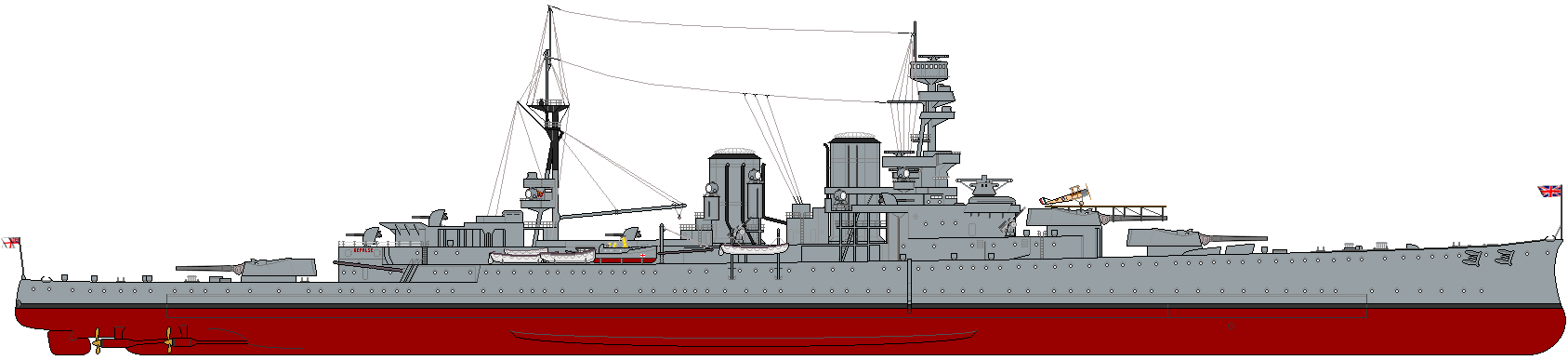
Repulse, như nó hiện hữu vào năm 1919.

Vào năm 1924-1925, hỗn hợp các dàn pháo 102 mm (4 inch) góc thấp và pháo 76 mm (3 inch) góc cao được thay thế bằng kiểu pháo 102 mm (4 inch) góc cao. Ngoài ra nó còn được cải tiến giàn hỏa lực phòng không và các thiết bị để hỗ trợ cho một thủy phi cơ trinh sát và chỉ điểm pháo binh. Trong giai đoạn 1929-1931, Repulse dưới quyền chỉ huy của Đại tá Hải quân Gerald Charles Dickens.
Đợt tái trang bị cuối cùng là vào những năm 1933-1936, khi nó lại được bổ sung thêm vỏ giáp, thêm các khẩu pháo phòng không 2-pounder pom-pom và súng máy Vickers.50 12,7 mm (0,5 inch) cùng một máy phóng máy bay và hai hầm chứa máy bay. Ban đầu, nó được bố trí kiểu thủy phi cơ Blackburn Shark, được thay thế vào năm 1939 bằng kiểu Fairey Swordfish, và một lần nữa vào năm 1941 bằng kiểu Supermarine Walrus. Sau đợt tái trang bị, Repulse được cho chuyển sang Địa Trung Hải, thực hiện các nhiệm vụ tuần tra trung lập tại Tây Ban Nha vào lúc xảy ra cuộc nội chiến tại đây. Vào tháng 7 năm 1938, nó hiện diện tại Haifa vào lúc xảy ra các cuộc nổi dậy của người Palestine vào mùa Hè năm đó. John Henry Godfrey là thuyền trưởng của nó từ năm 1936 cho đến khi ông được chỉ định làm Giám đốc Tình báo Hải quân vào năm 1939.

### Chiến tranh Thế giới thứ hai
Khi Chiến tranh Thế giới thứ hai nổ ra vào năm 1939, Repulse đã hoạt động trong nhiều nhóm tìm diệt được hình thành nhằm truy tìm các tàu chiến cướp tàu buôn của Đức; tuy nhiên nó đã không chạm trán với bất kỳ chiếc nào. Vào tháng 12, nó thực hiện nhiệm vụ hộ tống cho các đoàn tàu vận chuyển binh lính giữa Canada và Anh Quốc. Trong Chiến dịch Na Uy của Đồng Minh, Repulse hỗ trợ cho việc rải mìn của các lực lượng Anh. Vào tháng 7 năm 1940, khi chiếc tàu khu trục Glowworm bị mất khi tấn công tàu tuần dương Đức Admiral Hipper, Repulse đã tham gia tìm kiếm nhưng không phát hiện được. Cho đến cuối chiến dịch, khi lực lượng Anh được cho triệt thoái, do lo ngại về một cuộc xâm chiếm Iceland có thể đang diễn ra, Repulse được cho tách ra khỏi nhiệm vụ hộ tống các đoàn tàu vận tải tại Na Uy để truy tìm lực lượng tấn công. Thực ra, không có cuộc tấn công nào được tổ chức, và sau đó Repulse quay trở lại nhiệm vụ hộ tống các đoàn tàu vận tải cho đến đầu năm 1941.
Vào tháng 1 năm 1941, Repulse tham gia săn đuổi các tàu chiến-tuần dương Đức Scharnhorst và Gneisenau. Sang tháng 5, nó tham gia truy đuổi thiết giáp hạm Bismarck. Ban đầu được dự định để hộ tống cho đoàn tàu vận tải WS-8B đi đến Trung Đông vòng quanh Châu Phi, Repulse hoạt động trong thành phần của Hạm đội Nhà, nhưng đã được cho tách ra khỏi thành phần chủ lực vào giai đoạn cuối cùng của trận chiến, do những lo ngại sẽ lặp lại việc tổn thất chiếc tàu chiến-tuần dương Hood, và cũng do thiếu hụt nhiên liệu.
Sang tháng 8, nó được chuyển sang Cape Town, Nam Phi, rồi đến tháng 10, nó được chuyển sang Ấn Độ, và đã đến nơi vào ngày 28 tháng 10.

### Lực lượng Z
Đến cuối năm 1941, khi nguy cơ về một cuộc chiến tranh với Đế quốc Nhật Bản ngày càng lớn, Repulse được tách sang Viễn Đông như một lực lượng nhằm răn đe cuộc xâm lược của Nhật. Lực lượng này, từ lâu đã được hình dung trong kế hoạch chiến lược của Bộ Hải quân như một hạm đội chiến trận lớn, được hình thành để hoạt động như một Hạm đội Hiện hữu và như một đối trọng với các dự định của Nhật, cuối cùng cũng được gửi đến Singapore như một hải đội không đủ lực lượng. Sự bất lực không đủ khả năng để răn đe nhanh chóng bị bộc lộ.
Ban đầu được đặt tên là Lực lượng G, Hải đội này được gửi đi đến Singapore mà không được tăng cường tàu sân bay theo kế hoạch, vì chiếc Indomitable bị hư hại nhẹ trên đường đi và bị buộc phải quay về Anh để sửa chữa. Không lâu sau khi nổ ra cuộc Chiến tranh Thái Bình Dương ngày 8 tháng 12 năm 1941 do việc Nhật tấn công Trân Châu Cảng, Repulse rời Singapore cùng các đơn vị khác của Hạm đội Viễn Đông, chiếc thiết giáp hạm nhanh Prince of Wales cùng bốn tàu khu trục, trong một nỗ lực đánh chặn đoàn tàu vận tải Nhật chở lực lượng tấn công đang hướng đến Malaya.
Được biết đến như là Lực lượng Z, tư lệnh của hải đội này, Đô đốc Sir Tom Philips, đặt cờ hiệu của mình trên Prince of Wales. Ông biết rõ rằng lực lượng Anh không thể đảm bảo cung cấp sự hỗ trợ không quân cho lực lượng của mình, nhưng dù thế nào đi nữa ông cũng chọn tiếp tục tấn công vì ông cho là lực lượng Nhật không thể hoạt động cách xa căn cứ trên bờ đến như vậy, và cũng vì ông nghĩ rằng những tàu chiến của ông tương đối miễn nhiễm đội với các cuộc tấn công từ trên không. Cho đến lúc đó, chưa có tàu chiến chủ lực nào bị máy bay đánh đắm ngoài biển; con tàu lớn nhất từng bị đánh đắm thuần túy bởi máy bay ngoài biển chỉ là tàu tuần dương hạng nặng.

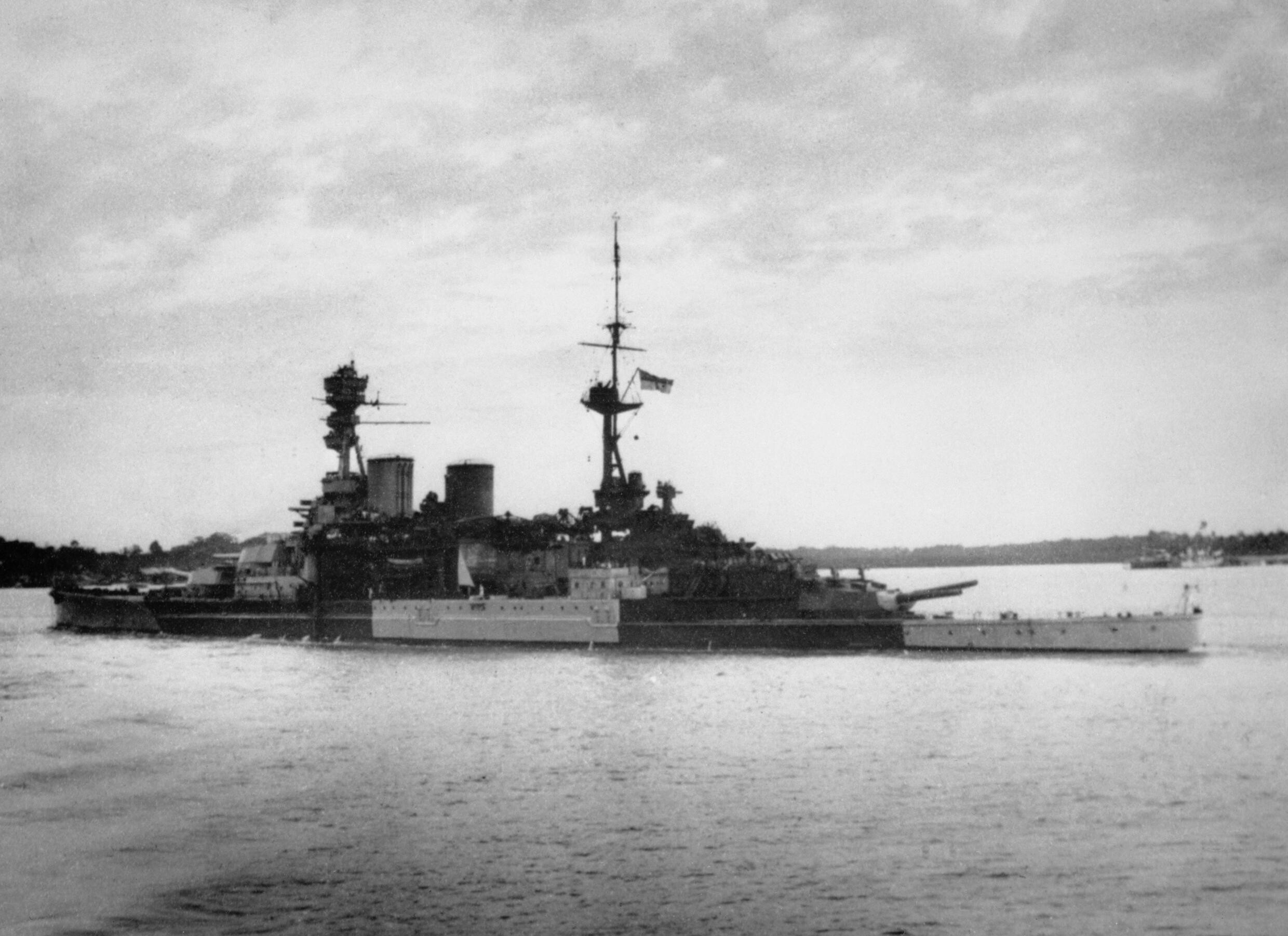
HMS Repulse đang rời cảng Singapore

Tuy nhiên, vào ngày 10 tháng 12 năm 1941, sau khi thất bại không tìm thấy lực lượng tấn công Nhật Bản và quay mũi về hướng Nam, Lực lượng Z bị máy bay Nhật phát hiện. Hạm đội bị 86 máy bay thuộc Không đoàn 22 đặt căn cứ tại Sài Gòn tấn công, nhắm vào cả Prince of Wales và Repulse.
Chiếc tàu chiến-tuần dương trước tiên bị tấn công bởi máy bay ném bom tầm cao vốn chỉ gây ít hư hại nhưng gây tổn thất nhân mạng đáng kể. Trong các đợt tấn công tiếp theo sau, Repulse đã được điều khiển khá linh hoạt bởi Thuyền trưởng Bill Tennant, được một thủy thủ mô tả là đã vận hành con tàu như là một tàu khu trục hơn là một tàu chiến-tuần dương, và đã xoay xở lẩn tránh được 19 quả ngư lôi. Tuy nhiên Repulse không tiếp tục giữ được vận may của nó, khi nó bị đánh trúng trong một đợt tấn công gọng kìm được đồng bộ khá tài giỏi, và bị bốn hoặc năm ngư lôi đánh trúng nối tiếp nhau.
Do kết quả của những cú đánh trúng bằng ngư lôi, Repulse bắt đầu nghiêng nặng sang mạn trái trong vòng sáu phút. Có thể xác định là nó bị chìm nhanh, do Tennant đã ra lệnh bỏ tàu. Cuối cùng Repulse lật nghiêng và chìm lúc 12 giờ 23 phút. Câu chuyện về việc Repulse chìm được kể lại trong một quyển sách năm 1942 Suez to Singapore, được viết vởi thông tín viên chiến tranh của CBS Radio là Cecil Brown.

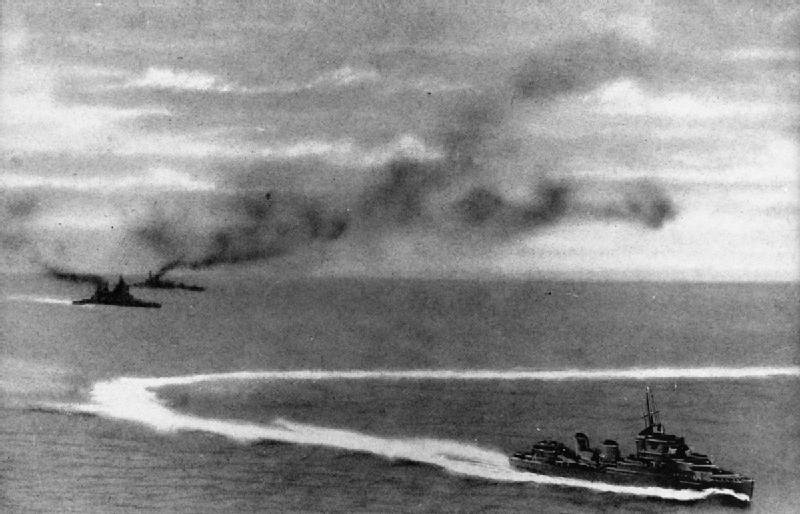
Prince of Wales (bên trái, phía trước) và Repulse (bên trái, phía sau) đang bị máy bay Nhật tấn công vào ngày 10 tháng 12 năm 1941. Một tàu khu trục, có thể là Electra hoặc Express, đang cơ động phía trước.

Các tàu khu trục Electra và Vampire đã tiến đế gần để giúp cứu vớt những người sống sót của Repulse, trong khi Express trợ giúp cho Prince of Wales. Ngay cả sau khi được vớt lên, một số người sống sót của Repulse đã tiếp nhận các vị trí chiến đấu trên chiếc Electra, để các thủy thủ của nó có thể rảnh tay vớt thêm những người còn sống sót trên mặt nước; đặc biệt là các xạ thủ của Repulse đã vận hành các tháp pháo 120 mm (4,7 inch) 'X' và 'Y', và nha sĩ của Repulse đã giúp đội y tế của Electra chăm sóc những người bị thương. Tổng cộng có 1.285 người sống sót trên chiếc Repulse được cứu, trong đó riêng Electra đã là 571 người; và có 327 người thiệt mạng. Sau đó Electra và các tàu khu trục khác quay trở lại Singapore đưa lên bờ những người sống sót.
Mặc dù là một tàu chiến cũ hơn nhiều so với Prince of Wales, thoạt tiên Repulse đã kháng cự thành công hơn các cuộc không kích của Nhật Bản, khi chiếc thiết giáp hạm hầu như bị mất hiệu lực ngay từ những giây phút đầu tiên. Tuy nhiên, không giống như Prince of Wales, khi Repulse đến hồi kết thúc, nó bị chìm nhanh hơn và dẫn đến hậu quả có tổn thất nhân mạng lớn hơn nhiều. Việc đánh chìm Repulse và Prince of Wales bằng không quân đã chứng tỏ sự mong manh của các tàu chiến chủ lực trừ khi được bảo vệ thích đáng bởi máy bay cất cánh từ đất liền hoặc từ tàu sân bay.
Vị trí xác tàu đắm của Repulse được xác định là một địa điểm được bảo vệ vào năm 2001 căn cứ theo Luật bảo vệ Di sản Quân sự 1986, ngay trước lúc kỷ niệm 60 năm ngày nó bị đánh đắm.